# Typhleotris
Typhleotris ist eine auf Madagaskar endemisch vorkommende Gattung der Grundelartigen (Gobiiformes). Sie leben in Kalksteinhöhlen auf einer Strecke von 250 km nördlich und südlich des Onilahy-Flusses und in der Nähe des Tsimanampetsotsa-Sees an der Südwestküste Madagaskars.

## Merkmale
Die Arten der Gattung besitzen eine typische, stämmige Grundelgestalt und werden 4,4 bis 10 cm lang. Zwei der Arten sind im Unterschied zu allen madagassischen Schläfergrundeln pigmentlos, die dritte ist bräunlich gefärbt. Alle besitzen keine Augen. Der Kopf ist breit und abgeflacht, das Maul schaufelförmig. Freie Neuromasten (durch Poren mit dem offenen Wasser verbundene Sinnesorgane, mit denen die Fische Druckveränderungen und Schallwellen wahrnehmen können) sind auf dem Kopf zahlreich und in Quer- und Längsreihen angeordnet. In den Kiefern befinden sich viele schmale, konische Zähne, die in mehreren Reihen angeordnet sind. Die beiden Unterkieferäste stehen eng beieinander und können sich fast berühren. Den Körper bedecken zahlreiche Cycloidschuppen.

## Lebensweise
Typhleotris-Arten sind omnivor und ernähren sich von Krebstieren, Insekten und Plankton. Ihre Fortpflanzungsbiologie ist unbekannt.

## Arten
- Typhleotris madagascariensis Petit, 1933
- Typhleotris mararybe Sparks & Chakrabarty, 2012
- Typhleotris pauliani Arnoult, 1959

Die Arten lassen sich vor allem anhand der Kopfbeschuppung unterscheiden.